# Pacifigorgia irene
Pacifigorgia irene is een zachte koraalsoort uit de familie Gorgoniidae. De koraalsoort komt uit het geslacht Pacifigorgia. Pacifigorgia irene werd in 1951 voor het eerst wetenschappelijk beschreven door Bayer. 